# Teppei Oka
Teppei Oka (japanisch 岡 哲平 Oka Teppei; * 6. September 2001 in der Präfektur Tokio) ist ein japanischer Fußballspieler.

## Karriere
Teppei Oka erlernte das Fußballspielen in der Jugendmannschaft vom FC Tokyo. Die U23-Mannschaft des Vereins spielte in der dritten Liga, der J3 League. 2019 absolvierte der Jugendspieler 18 Drittligaspiele für Tokyo. Nach der Jugend wechselte er zur Universitätsmannschaft der Meiji-Universität. Am 1. Februar 2024 unterschrieb er seinen ersten Vertrag bei seinen Jugendverein, dem Erstligisten FC Tokyo.